# Nederland op het Junior Eurovisiesongfestival 2017
Nederland nam deel aan het Junior Eurovisiesongfestival 2017 in Tbilisi te Georgië. Het was de 15de deelname van het land op het Junior Eurovisiesongfestival. AVROTROS was verantwoordelijk voor de Nederlandse bijdrage.

## Selectieprocedure

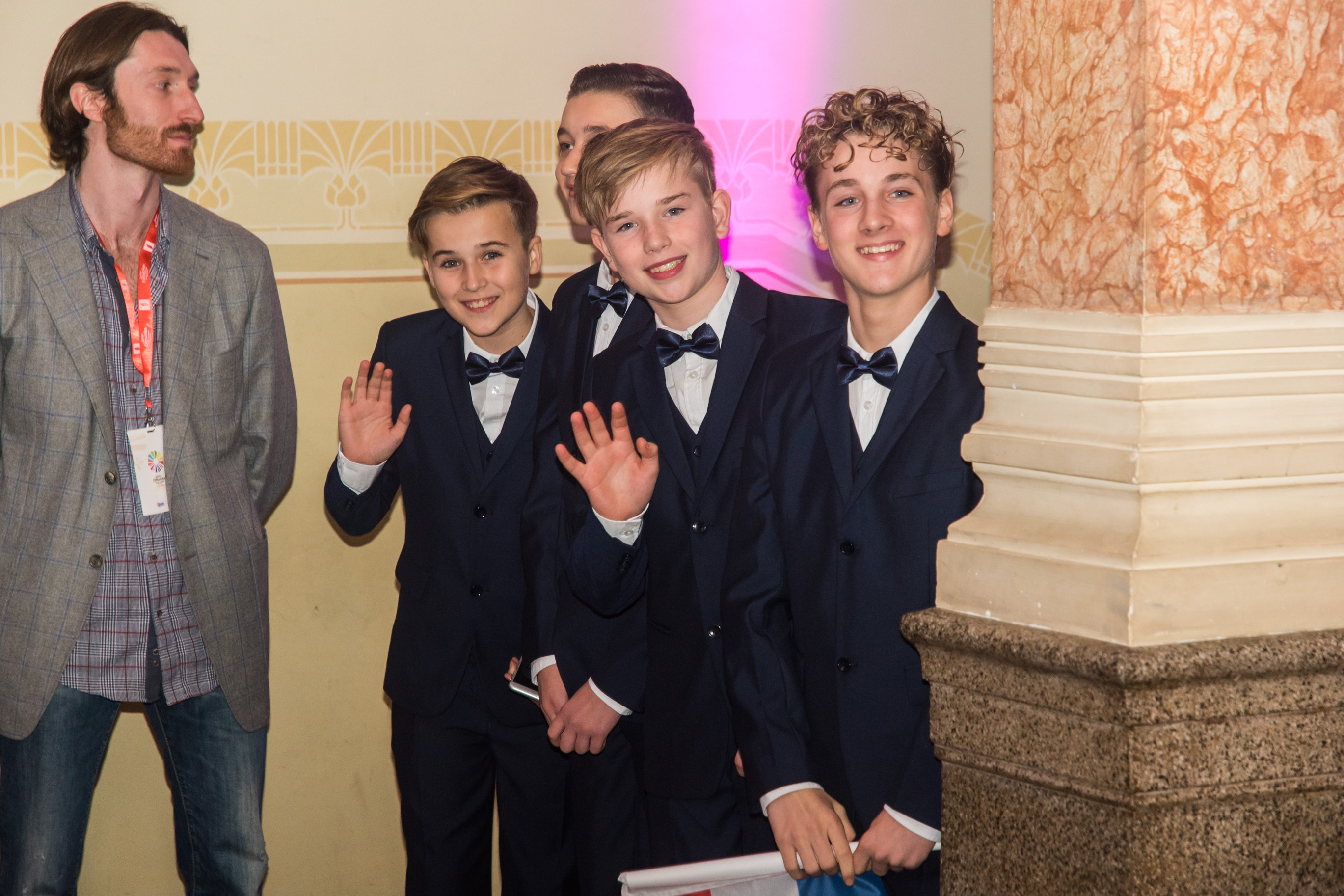
Fource op 20 november 2017 bij openingsceremonie

Waar AVROTROS in 2016 nog een interne selectie had gehouden, werd de Nederlandse inzending voor het Junior Eurovisiesongfestival nu weer gekozen via het Junior Songfestival. Deze uitzendingen waren van tevoren opgenomen. Er werden zes acts geselecteerd en verdeeld over twee halve finales. Per halve finale werd één act naar de finale gestuurd door een jury, bestaande uit Kim-Lian van der Meij, Tim Douwsma en Sharon Doorson. Daarnaast werd aan een van de overgebleven kandidaten nog een wildcard geschonken. Hierover werd beslist door een jury bestaande uit Nederlandse oud-deelnemers aan het Junior Eurovisiesongfestival, te weten Ralf Mackenbach, Mylène & Rosanne en Kisses.	
De zes kandidaten namen niet deel met de uiteindelijke inzending voor het Junior Eurovisiesongfestival, maar met covers van bekende internationale hits. Het songfestivallied werd op een later moment intern gekozen en op 6 oktober 2017 onthuld.

### Eerste halve finale
2 september 2017
| Plaats | Artiest | Lied                                   | Uitslag       |
| ------ | ------- | -------------------------------------- | ------------- |
| 1      | Sezina  | Symphony (Clean Bandit & Zara Larsson) | Winnaar jury  |
| 2      | Montana | Hold my hand (Jess Glynne)             | Wildcard      |
| 3      | Dreamz  | Chained to the Rhythm (Katy Perry)     | Uitgeschakeld |

### Tweede halve finale
9 september 2017
| Plaats | Artiest        | Lied                                           | Uitslag       |
| ------ | -------------- | ---------------------------------------------- | ------------- |
| 1      | Fource         | There's nothing holdin' me back (Shawn Mendes) | Winnaar jury  |
| 2      | Manouk         | Say you won't let go (James Arthur)            | Uitgeschakeld |
| 3      | Wieke en Dylan | A whole new world (Aladdin)                    | Uitgeschakeld |

### Finale
16 september 2017
| Plaats | Artiest | Lied                             |
| ------ | ------- | -------------------------------- |
| 1      | Fource  | September song (JP Cooper)       |
| 2      | Sezina  | Issues (Julia Michaels)          |
| 3      | Montana | Sign of the times (Harry Styles) |

## In Tbilisi
De jongensgroep Fource vertegenwoordigde Nederland op de 15e editie van het Junior Eurovisiesongfestival met het lied Love me. Van de jury's ontving de groep 44 punten, terwijl de televoting gewonnen werd. Met een totaal van 156 punten eindigde Nederland op de vierde plaats.

### Gekregen punten
| 12 punten                  | 10 punten                    | 8 punten | 7 punten | 6 punten      |
| -------------------------- | ---------------------------- | -------- | -------- | ------------- |
|                            | - Armenië                    |          |          | - Wit-Rusland |
| 5 punten                   | 4 punten                     | 3 punten | 2 punten | 1 punt        |
| - Cyprus - Italië - Servië | - Oekraïne - Polen - Rusland |          |          | - Georgië     |

2003 · 2004 · 2005 · 2006 · 2007 · 2008 · 2009 · 2010 · 2011 · 2012 · 2013 · 2014 · 2015 · 2016 · 2017 · 2018 · 2019 · 2020 · 2021 · 2022 · 2023 · 2024
Albanië · Armenië · Australië · Cyprus · Georgië · Ierland · Italië · Macedonië · Malta · Nederland · Oekraïne · Polen · Portugal · Rusland · Servië · Wit-Rusland